# Kommod

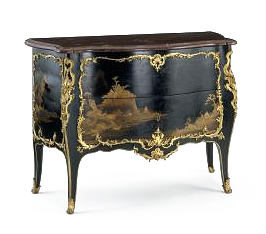
Kommod från mitten av 1700-talet

Nattkommod, 1700-tal

Kommod, även pottskåp i folkmun, är en möbel (tvättställ) med nedsänkt handfat, oftast under ett lock. Under finns ett skåp, där man till exempel förvarar vattenkrus och hygienartiklar. Om kommoden står i koppling till ett sovrum förvaras historiskt vanligen en potta (nattkärl) i underskåpet, varifrån namnet ”pottskåp” härrör.
En större och finare variant av tvättställ är lavoar. Den har inget nedsänkt handfat, utan detta förvaras i stället i underskåpet och lyfts upp vid behov.
Ordet kommod finns belagt i svenska språket sedan 1735. Benämningen har även använts för en typ av långsmal byrå.